# 23 minuty w piekle
23 minuty w piekle (23 Minutes in Hell) – książka autorstwa protestanta Billa Wiese, opublikowana w 2006 roku. Według relacji autora opisuje ona jego doświadczenie z pobytu w piekle, którego miał rzekomo doświadczyć w 1998 roku i które trwało 23 minuty. Książka i opisana w niej historia są tematem serii przemówień prowadzonych przez Wiesego, głównie do Kościołów protestanckich i innych organizacji chrześcijańskich.

## Treść
Bill Wiese relacjonuje, że był chrześcijaninem od 1970 roku. Pracował jako pośrednik nieruchomości. W nocy z 23 listopada 1998 roku znalazł się w miejscu, które opisuje jako piekło. Widział tam przerażające demony i słyszał krzyki miliardów potępionych ludzi.
Następnie spotkał Jezusa, który powiedział mu, aby przekazał innym ludziom prawdę, że piekło jest prawdziwe. 

## Odbiór
23 minuty w piekle przez ponad trzy tygodnie znajdowało się na rozszerzonej liście bestsellerów New York Timesa. 
Pozytywnie wyrażał się o niej Lawrence Yang, felietonista filipińsko-amerykańskiej gazety Asian Journal, który jej poświęcił dwie kolumny. Niezależny pisarz Billy Bruce napisał w Ironton Tribune, że wierzy w prawdziwość słów Wiese'a.
Spora grupa autorów, także chrześcijańskich, wyrażała się jednak o książce krytycznie. Należeli do nich: Rob Moll z Christianity Today czy Steven Wells z Philadelphia Weekly.